# ويليام الكسندر ماكنزي
ويليام الكسندر ماكنزي هو سياسي كندي، ولد في 29 يناير 1874، وتوفي في 8 يوليو 1966.